# Černucha setá
Černucha setá (Nigella sativa) je druh rostliny z čeledi pryskyřníkovité (Ranunculaceae). Je to jednoletá, rychle rostoucí bylina s nitkovitě členěnými listy a pohlednými, bledě modrými květy s množstvím tyčinek. Rostlina má zajímavý způsob opylování. Plodem je tobolka. Druh pochází z oblasti od Středomoří po Indii, pravděpodobně z jihozápadní Asie. V České republice je pěstována jako okrasná letnička a vzácně zplaňuje.
Semena černuchy seté se tradičně používají jako koření, známé pod názvem černý kmín. Pro mnohostranný účinek jsou již po tisíciletí využívána v domorodé medicíně. Řada účinků byla prokázána vědeckými studiemi, a to včetně protirakovinového působení.

## Popis a rozlišovací znaky

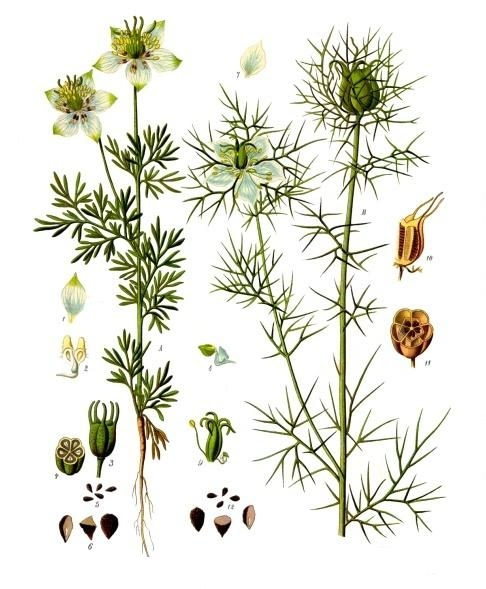
Srovnání černuchy seté (vlevo) a černuchy damašské (vpravo)

Černucha setá je jednoletá bylina s přímou, drsně chlupatou lodyhou, dorůstající výšky 10 až 30 cm. Kořeny jsou žlutě zbarvené. Listy jsou střídavé, 2x až 3x zpeřeně členěné v nitkovité úkrojky.
Květy jsou jednotlivé, vrcholové, oboupohlavné. Okvětí je složeno většinou z 5 světle modrých, zeleně žilkovaných, na bázi nehetnatých, na vrcholu zašpičatělých okvětních lístků. Mimo to je přítomen větší počet, většinou 8 (5 až 15) menších, prohnutých, na vrcholu dvoulaločných lístků, které vznikly přeměnou nektárií. Tyčinek je větší počet. Gyneceum je složeno z 5 po celé délce srostlých pestíků.
Plodem je hnědá, 12 až 18 mm dlouhá tobolka obsahující temně hnědá až černá, trojhranná, 2 až 3 mm velká semena.
Na rozdíl od černuchy damašské má černucha setá drsně chlupatou lodyhu bez přeslenu úzce členěných listenů pod květem, a tobolky s hvězdovitým průřezem. Oba druhy jsou často zaměňovány a na celé řadě vyobrazení a fotografií černuchy seté je ve skutečnosti černucha damašská. Od černuchy rolní se černucha setá liší drsně chlupatou lodyhou, krátce nehetnatými okvětními plátky a typem plodu (nafouklá tobolka oproti kruhu částečně srostlých měchýřků). Zřídka pěstovaná černucha východní má květy žluté.

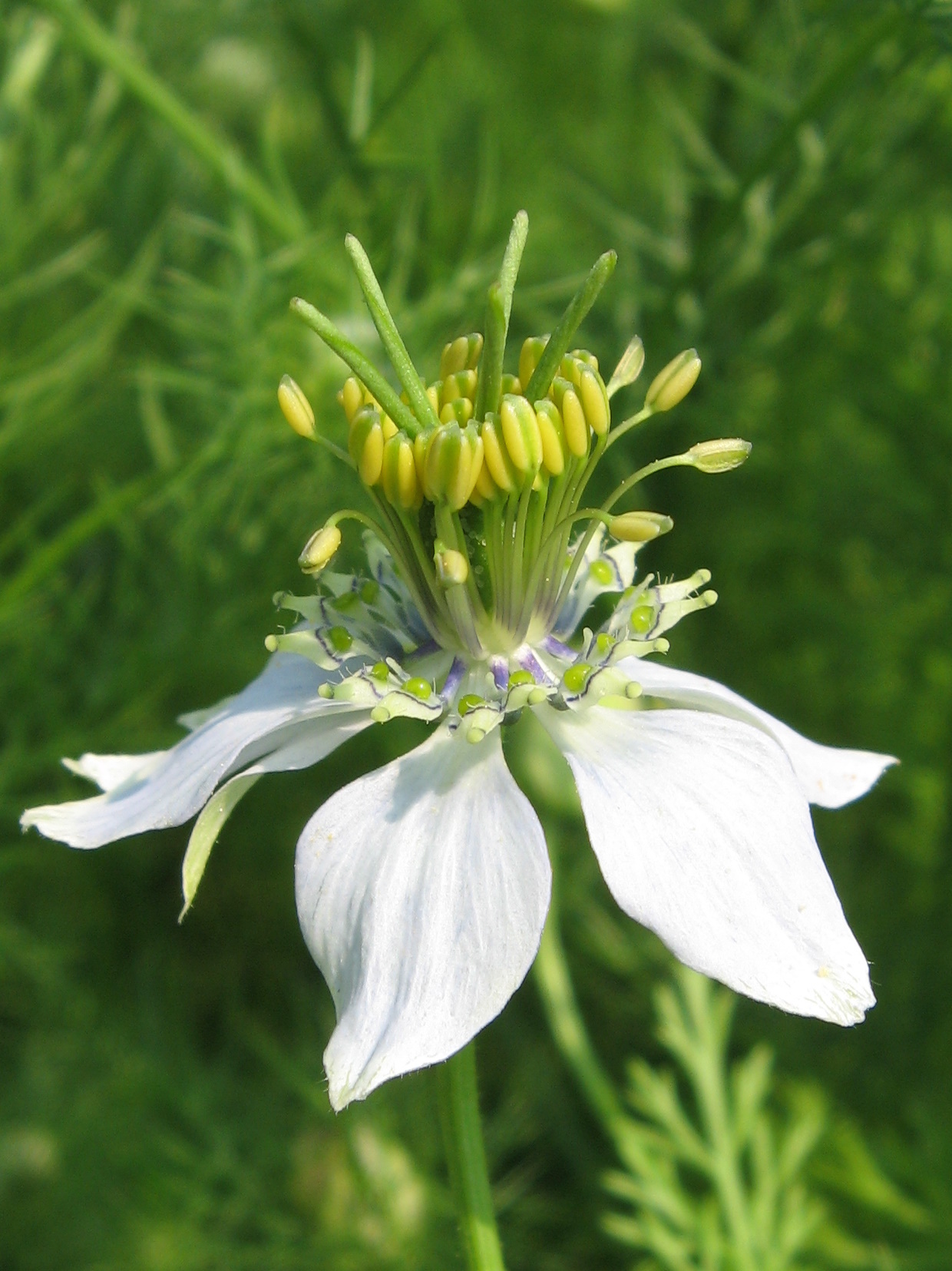
Květ černuchy seté
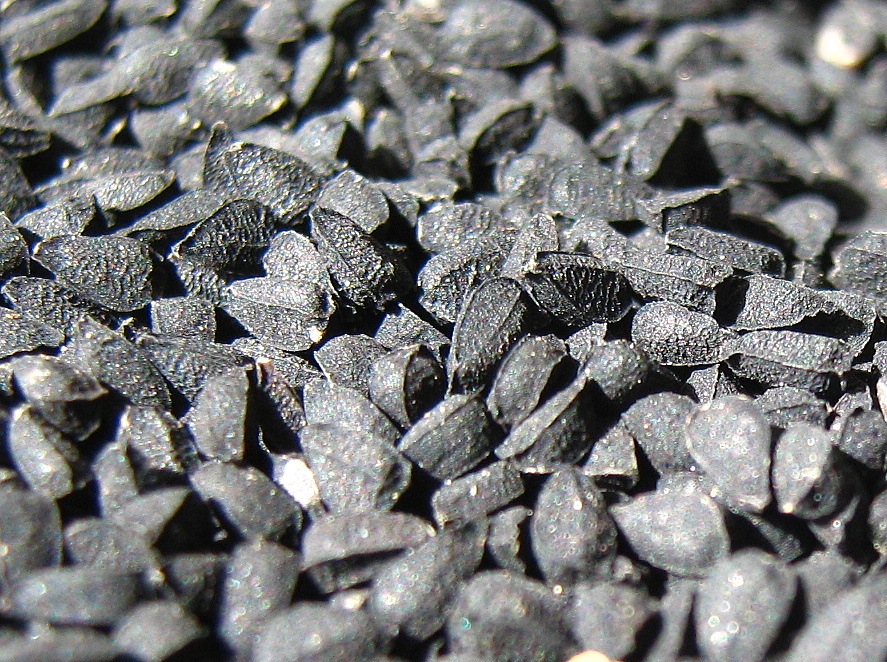
Detail semen

## Rozšíření
Jako oblast původu druhu je zpravidla uváděna jihozápadní Asie, druh je však široce rozšířen v oblasti od severní Afriky přes Blízký východ až po Indický subkontinent a vzhledem k tisícileté tradici pěstování nelze oblast skutečného původu jednoznačně určit. Druh roste zdomácněle v celém Středomoří a výjimečně i ve střední a východní Evropě. V České republice je pěstován jako okrasná letnička a vzácně zplaňuje.

## Ekologické interakce
Květy černuchy seté jsou navštěvovány rozličným hmyzem, hledajícím pyl a nektar, obecně jsou ale v porovnání s květy jiných rostlin pro hmyz málo atraktivní. Hlavním opylovačem je včela medonosná, naproti tomu divoké druhy včel květy téměř nevyhledávají. Opylení je zajištěno specializovaným mechanismem, který nejprve umožňuje cizosprášení, v závěrečné fázi kvetení je pak úspěšnost opylení pojištěna samosprášením. Tento proces je někdy označován jako opožděné samosprášení.
Květy jsou po otevření bledě zelené, následně se spolu s tím, jak dozrávají prašníky a květ vstupuje do samčí fáze, mění barva okvětí na odstín holubí modři. Jednotlivé kruhy tyčinek se počínaje vnějším postupně, tak jak dozrávají, ohýbají směrem ven a z prašníků se uvolňuje pyl, který se hmyzu pohybujícímu se okolo středové části květu lepí na hruď. Asi 5 dní od začátku samčí fáze dozrávají blizny a stávají se receptivními. Samičí fáze, v níž může dojít k opylení, trvá poměrně krátce. V průběhu noci se pak čnělky stáčejí dolů a přicházejí do kontaktu s posledními otevírajícími se prašníky. Následně se samovolně opět napřimují. V říši rostlin se jedná o ojedinělý mechanismus – pokud v souvislosti se zajištěním samosprášení dochází k pohybu květních částí, v převážné většině případů se pohybují prašníky směrem ke čnělce (např. dřišťál, opuncie, lomikámen, routa, svědivka), nikoliv naopak. Opylování včelami je u černuchy málo efektivní a většina semen vzniká prostřednictvím samosprášení.
Rostlina potlačuje růst některých rostlin, především z čeledi bobovité, nacházejících se v jejím okolí.

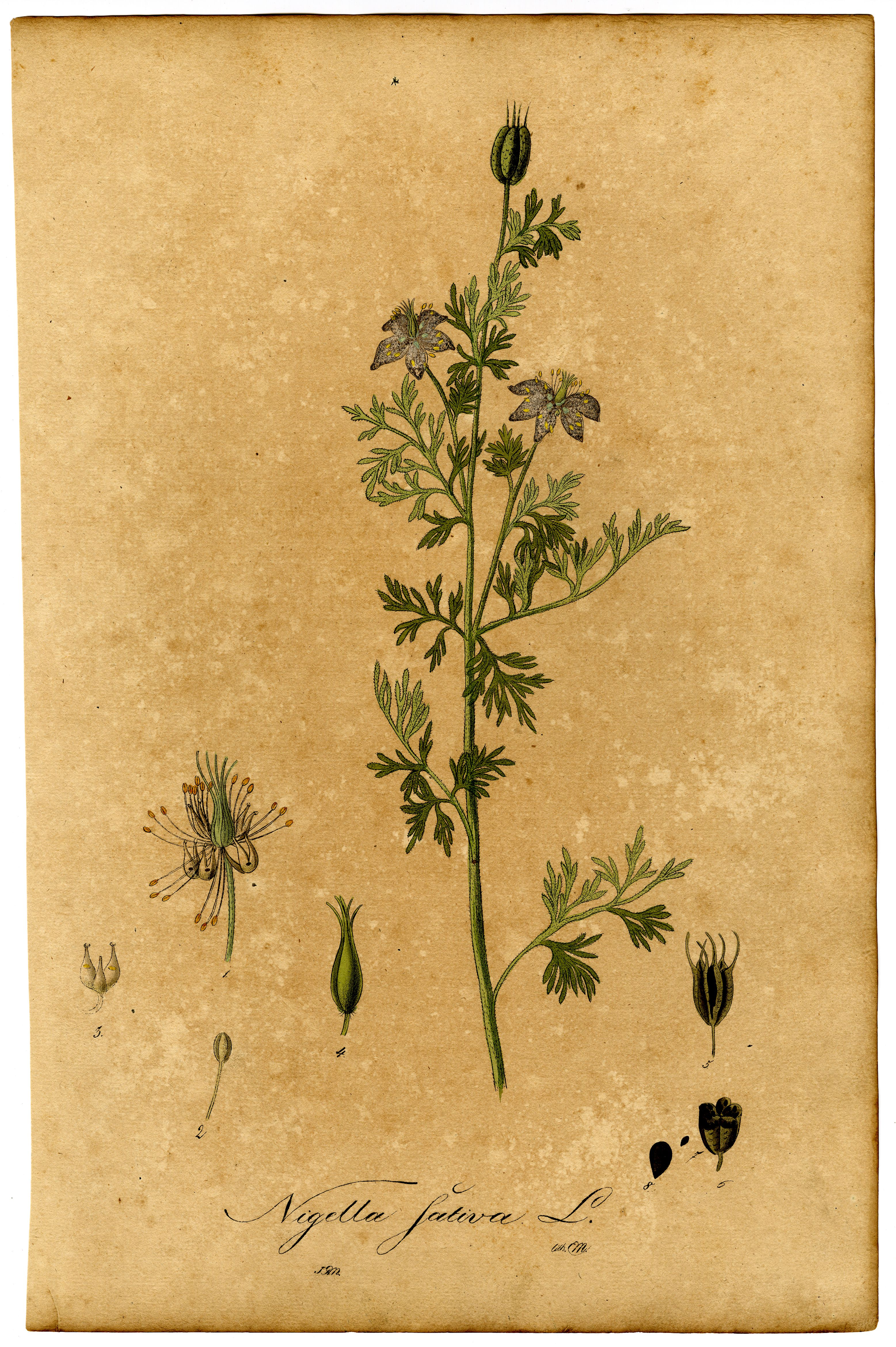
Ilustrace černuchy seté z roku 1828

## Historie
Jako léčivá rostlina a koření má černucha setá bohatou kulturní historii, sahající tisíce let do minulosti, a je opředena mnoha mýty.
Většinou je známa jako černé semeno. Po dlouhé věky je využívána zejména ve Středomoří, Arábii, Indii a Dálném východě. Zbytky oleje ze semen byly nalezeny v Tutanchamonově hrobce. Použití semen černuchy jako léčiva je zmiňováno v Bibli. Uvádí jej pod názvem Melanthion Hippokratés a Dioscorides a pod názvem Gith Plinius starší. Raní bylináři nezřídka uváděli černuchu jako nebeskou bylinu. Prorok Mohamed popsal léčivé účinky takto: „Užívejte černé semeno, je to léčivý prostředek na všechny druhy nemocí kromě smrti”, což osvětluje jeho rozsáhlou oblibu v arabském světě. Avicenna jej ve svém díle Kánon medicíny doporučuje k posílení tělesné síly a při vyčerpání a skleslosti.

## Obsahové látky, vedlejší účinky a jedovatost
Semena černuchy seté obsahují asi 27 % bílkovin, 29 % tuků, 25 % sacharidů, 8 % vlákniny, 0,5 až 1,6 % éterického oleje a asi 7 % celulózy. Jsou poměrně bohatá na vitamíny (jmenovitě A, B1, B2, B3 a C) a minerální látky (zejména
Ca, K, Se, Cu, P, Zn a Fe). Mezi nenasycenými mastnými kyselinami převládá kyselina linolová a kyselina olejová. V semenech, kořenech a výhonech byl zjištěn také karoten a kyselina vanilová. Jsou přítomny také alkaloidy (z isochinolonových alkaloidů nigelicimin a nigelicimin N-oxid, z pyrazolových nigellidin a nigellicin), triterpeny (α-hederin), steroidní saponiny a kumariny.
Užívání semene černuchy je v přiměřených dávkách bezpečné a nebyla prokázána významnější toxicita. Na základě výsledků některých toxikologických studií se občas nedoporučuje dlouhodobé užívání. Semeno může mít dráždivý účinek na pokožku a způsobovat dermatitidy. Při nadměrném užívání se mohou objevit zažívací potíže, jako vedlejší účinek se také mohou dostavit bolesti hlavy. Používání se obecně nedoporučuje těhotným a kojícím ženám. Při testování na laboratorních myších byla smrtelná dávka (LD50) semen stanovena na 2,4 g/kg živé váhy, což v přepočtu na člověka o hmotnosti 70 kg činí 168 g semen. Podávání toxických dávek vedlo k dýchacím potížím a snížení aktivity a projevovalo se také poklesem hmotnosti některých orgánů.
Při denním podávání 90 mg/kg po dobu 90 dní se žádné příznaky toxicity neprojevily, jediným prokázaným fyziologickým účinkem bylo snížení hladiny glukózy v krvi. V některých vesměs botanických zdrojích se však uvádí, že semena černuch jsou jedovatá.

Thymochinon
Dithymochinon

## Význam
Hlavní využití semen černuchy seté je v domorodé medicíně a bylinném léčení, používají se také jako koření. Rostlina je pěstována i jako okrasná letnička.

### Gastronomie
Semena černuchy seté se používají zejména v arabském světě a Indii jako koření k aromatizaci chleba, pečiva, jogurtů, omáček, salátů a sterilované zeleniny. Mají příjemnou vůni připomínající muškátový oříšek a lehce pálivou, kořenitou chuť. Využití je obdobné jako u černého pepře. Mleté semeno poměrně rychle ztrácí aroma. Silný antioxidační účinek spolu s mírnými vedlejšími účinky předurčují semena černuchy k použití jakožto vhodného doplňku stravy s celkově ozdravným účinkem.

### Zahradnictví
Rostlina je občas pěstována jako okrasná letnička, celkově se ale vysévá řidčeji než vzrůstnější a nápadnější černucha damašská. Byly vyšlechtěny i plnokvěté formy. Vyhovuje jí slunné, výhřevné, spíše sušší stanoviště s dobře propustnou půdou. Snáší lehce kyselé, neutrální i lehce zásadité půdy (pH 6 až 8). Nevyhovují jí zastíněná a přemokřená stanoviště. Množí se výsevem semen na jaře. Doporučuje se výsev přímo na stanoviště, protože mladé semenáčky jsou velmi křehké. Jejich opatrné přesazení je ale možné. Je to rychle rostoucí bylina, která vykvétá již asi po 100 dnech od výsevu a po dalších 50 dnech jsou zralá semena.

### Tradiční a domorodá medicína
Semena černuchy seté a olej z nich je hojně využíván v asijské medicíně (zejména v Indii a arabském světě) k udržení dobrého zdraví a léčení široké palety různých neduhů dýchací, trávicí a oběhové soustavy, poruch funkce jater a ledvin a k podpoře imunitního systému. Podávají se jmenovitě zejména při nachlazení, horečce, bolestech hlavy či zad, astmatu, diabetes, revmatismu, hypertenzi, různých mikrobiálních infekcích a k vypuzení parazitických červů z trávicí soustavy. Také se aplikuje na ekzémy, abscesy a napuchlé klouby, při bodnutí štírem, kousnutí hadem nebo psím pokousání. V arabských zemích je olej ze semen ceněn jako nejlepší prostředek na bolesti a ztuhlost kloubů.

### Bylinná terapie, alternativní medicína a homeopatie
Lékovou formou černuchy seté ve fytoterapii je semeno, které je známo pod názvem Semen cumini nigri. Sbírá se po dozrání, zpravidla koncem léta. Užívá se nejčastěji mleté, 2x až 3x denně v množství na špičku kulatého nože, je možno také připravit nálev nebo odvar v červeném víně. Droga se podává při nadýmání a dispepsii, podporuje činnost slinivky, likviduje střevní parazity a má močopudný a žlučopudný účinek. Lze ji podávat samostatně nebo v kombinaci s jinými karminativy, jako je kmín, anýz, fenykl nebo římský kmín.
Černucha je poměrně často používána v homeopatii, a to zejména při kataru jater a střev. Podává se obecně v homeopatické ředění potenci D5, a to v dávkování 9 kapek 3 x denně po dobu 6 až 7 týdnů.

### Konvenční medicína
V posledních dvou desetiletích se černucha setá dostala i do hledáčku oficiální lékařské vědy, a to zejména v arabském světě. Výsledky dlouhé řady studií potvrdily řadu účinků, pro něž je rostlina využívána v tradiční a domorodé medicíně již po tisíciletí: stimulující účinek na imunitní systém, antioxidační působení, protirakovinné, protizánětlivé, analgetické, antibakteriální, antivirotické, antimykotické a antiparazitické účinky, působení proti vysokému tlaku a další. Naopak nejednoznačné byly výsledky ohledně působení na dýchací soustavu, srážlivost krve a pohyblivost dělohy.
Pozoruhodný je protirakovinný účinek semen černuchy seté a v nich obsažených látek, který byl prokázán v in vitro i in vivo studiích a týká se široké palety různých typů nádorových onemocnění. K prevenci onkologických onemocnění a zmírnění průvodních komplikací přispívají rovněž antioxidační a protizánětlivé účinky rostliny. Semena černuchy seté, olej ze semen nebo jednotlivé izolované účinné složky (thymochinon, α-hederin) jsou vhodným doplňkem regulérní chemoterapie, díky působení synergického efektu je možno v některých případech i snížit dávky chemoterapeutik.

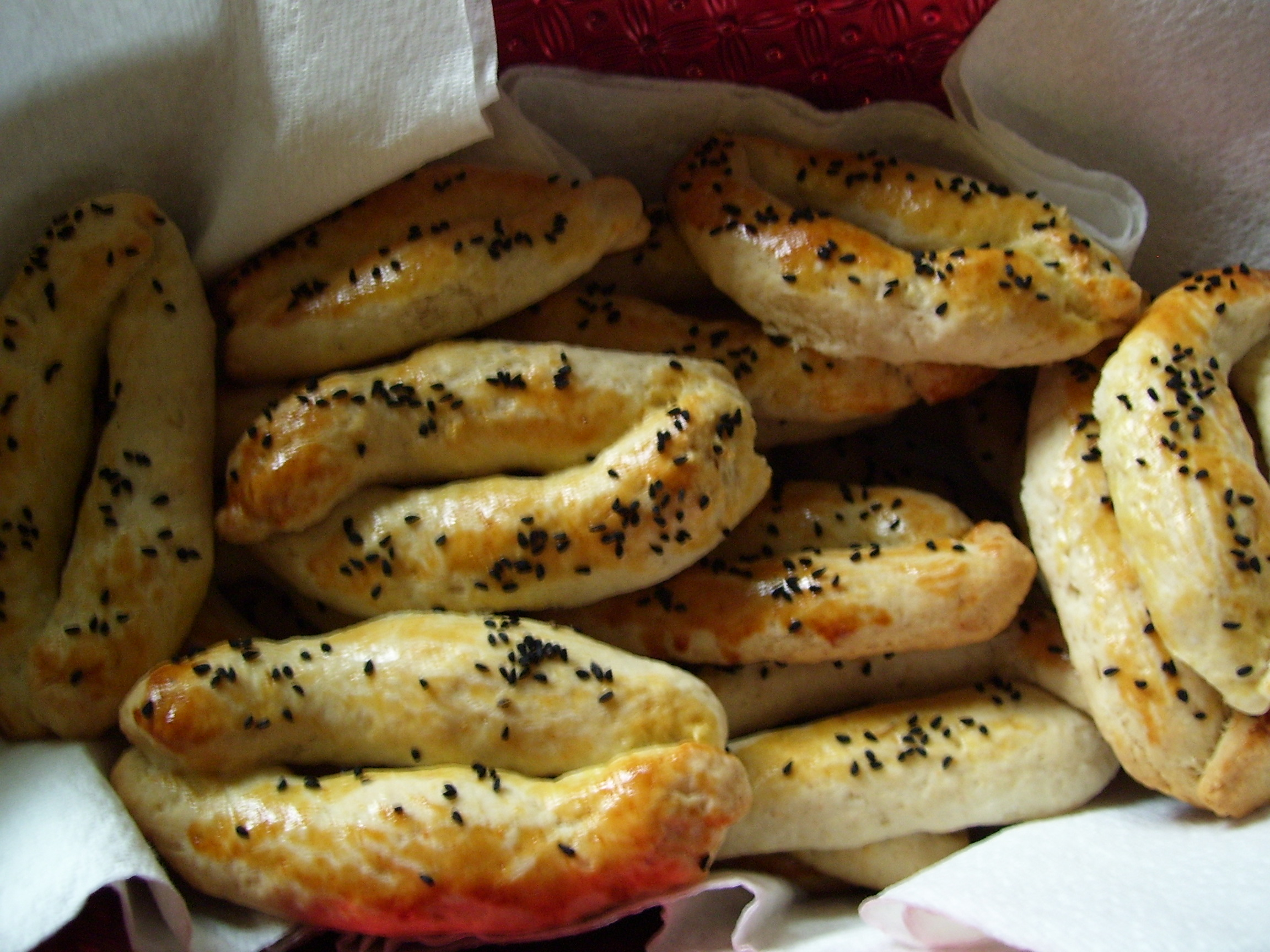
Pečivo se semeny černuchy
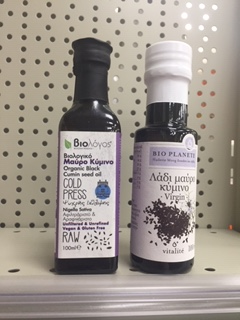
Esenciální olej ze semen černuchy seté